# 이베트 프리먼
이벳 프리먼(Yvette Freeman, 1957년 10월 1일 ~ )은 미국의 배우, 감독, 각본가, 영화 제작자이다.
윌밍턴에서 태어났다.

## 출연 작품

### 영화
- 환생 (1991)
- 앵거스 (1995)
- 일리언 3 (1995)
- 노마 진 앤 마릴린 (1996)
- 섹스 후, 5일간의 여행 (2010, Five Star Day) - 사회복지사 역
- 내가 죽기 전에 가장 듣고 싶은 말 (2017) - 가정부 역

### 텔레비전
- ER (1994-2009) - 간호사 할레이 애덤스 역
- Working (1997-99)
- 우리 생애 나날들 (2008-10)
- 더 볼드 앤 더 뷰티풀 (2009-12)